# Robert Garcia
Pour les articles homonymes, voir Robert Garcia (homonymie).
 (novembre 2019).
Si vous disposez d'ouvrages ou d'articles de référence ou si vous connaissez des sites web de qualité traitant du thème abordé ici, merci de compléter l'article en donnant les références utiles à sa vérifiabilité et en les liant à la section « Notes et références ».
Robert Garcia (ロバート・ガルシア, Robāto Garushia) est un personnage de jeu vidéo de la série Art of Fighting, développée et éditée par la société japonaise SNK. Il apparaît également dans la série The King of Fighters.
Robert est issu d'une famille italienne qui semble plutôt riche et est le meilleur ami de Ryo Sakazaki. Les deux héros s'allient pour sauver Yuri qui est enlevée par Mr. Big. Ce dernier envoie un homme se faisant appeler Mr. Karate les combattre, il échoue et Ryo et Robert finissent par sauver Yuri. Robert et Yuri ont un faible l'un pour l'autre, leur relation est visible dans plusieurs jeux.     